# Меченая женщина
«Меченая женщина» (англ. Marked Woman) — криминальная драма режиссёра Ллойда Бэкона, вышедшая на экраны в 1937 году. Майкл Кертиц заменил Ллойда Бэкона в качестве режиссёра на время медового месяца Бэкона.
Картина рассказывает историю молодой работницы дорогого подпольного мужского клуба (Бетт Дейвис), которая осмеливается бросить вызов одному из самых влиятельных гангстеров Манхэттена. С её помощью прокурор (Хамфри Богарт) арестовывает гангстера и уничтожает его преступную организацию

## Сюжет
Действие происходит в 1930-е годы на Манхэттене. Мафиозный босс и рэкетир Джонни Вэннинг (Эдуардо Чианнелли) захватывает ночной клуб «Интим», в котором в качестве хозяек работают Мери Дуайт Стаубер (Бетт Дейвис) и её подруги Габи Марвин (Лола Лейн), Эмми Лу Игэн (Изабель Джуэлл), Эстел Портер (Мэйо Мето) и Флорри Лиггетт (Розалинда Маркис), с которыми она живёт в общей квартире. Однажды в клубе Мери знакомится с молодым человеком (Дэмиен O’Флинн), который расплатился за игровой долг и шампанское фальшивым чеком, и теперь надеется ускользнуть. Мери предупреждает его об опасности и советует ему как можно скорее бежать в другой город, однако люди Вэннинга успевают схватить и убить его. Найдя в кармане убитого спички с адресом Мери, прокурор Дэвид Грэм (Хамфри Богарт) вызывает её и других хозяек ночного клуба на допрос. Однако, боясь мести со стороны Вэннинга и не веря в силу правосудия, девушки отказываются свидетельствовать против него. Мери соглашается выступить в суде, но говорит то, что сказал ей адвокат Вэннинга, в результате гангстера и его подручных оправдывают.
Младшая сестра Мери по имени Бетти (Джейн Брайан) учится в приличном колледже и ведёт добропорядочный образ жизни, не подозревая о роде занятий своей сестры. Приехав к Мери в гости, Бетти узнаёт, чем занимается её сестра, и впадает в отчаяние, считая, что её репутация разрушена и она больше не сможет ходить в колледж. Несмотря на предупреждение Мери, Бетти принимает приглашение Эмми Лу и идёт с ней на вечеринку в клуб Вэннинга. Там на неё обращает внимание один из важных клиентов, и Вэннинг обещает ему всё организовать. Поначалу Мери нравится шикарная обстановка клуба, шампанское, костюмы, музыка и танцы, но когда клиент начинает к ней приставать, она резко отталкивает его и убегает. Это замечает Вэннинг, который бьёт девушку по лицу, в результате чего она падает с лестницы и разбивается. Люди Вэннинга быстро убирают труп и скрывают следы преступления, однако всё происходящее видела Эмми Лу.
После смерти сестры Мери сама идёт к Грэму и просит начать расследование, соглашаясь дать показания против Вэннинга. Но её показаний мало, нужны свидетельства и других девушек, в частности Эмми Лу об убийстве Бетти. Мери приходит к девушкам и уговаривает их дать показания, но они слишком запуганы, чтобы давать показания против Вэннинга в суде. Однако после того, как люди Вэннинга жестоко избивают Мери, а затем пытаются убить Эмми Лу, девушки понимают, что единственным способом избавиться от Вэннинга является свидетельство против него в суде. Выслушав свидетельства всех пяти девушек, присяжные признают виновными Вэннинга и его подручных во всех совершённых преступлениях, а судья приговаривает их к длительным срокам тюремного заключения, предупреждая, что если Вэннинг попытается отомстить девушкам, то получит пожизненный срок. Грэм выходит из здания суда героем в окружении прессы, но находит возможность поблагодарить Мери за её отважный поступок и обещает ей помощь. Мери уходит с подругами в ночной туман.

## В ролях
- Бетт Дейвис — Мери Дуайт Страубер
- Хамфри Богарт — Дэвид Грэм
- Лола Лейн — Дороти (Габи) Марвин
- Изабель Джуэлл — Эмми Лу Игэн
- Мэйо Мето — Эстел Портер
- Эдуардо Чианнелли — Джонни Вэннинг
- Розалинда Маркис — Флорри Лиггетт
- Джейн Брайан — Бетти Страубер
- Аллен Дженкинс — Луи
- Дэмиен O’Флинн — Ральф Кроуфорд
- Джон Лител — Гордон
- Бен Уелдон — Чарли Делейни
- Генри О’Нил — окружной прокурор Артур Шелодон
- Реймонд Хаттон — адвокат Джонни Вэннинга

## История создания картины
Несмотря на оговорку в начале фильма, что история является полностью вымышленной, «Меченая женщина» до определённой степени основана на реальной борьбе с преступностью Томаса Дьюи, окружного прокурора Манхэттена, который стал национальной знаменитостью в 1930-е годы, затем губернатором Нью-Йорка и даже дважды баллотировался на пост президента от Республиканской партии в 1940-е годы. Дьюи добился осуждения нескольких известных гангстеров, его самым значительным достижением стало заключение в тюрьму знаменитого Лаки Лучано, возглавлявшего организованную преступность всего Нью-Йорка. Дьюи использовал свидетельства многих девушек по вызову и хозяек борделей, чтобы обвинить Лучано в сутенёрстве, когда тот управлял крупнейшей сетью проституток во всей Америке. Драматические успехи Дьюи настолько впечатляли, что Голливуд посвятил ему несколько фильмов, одним из наиболее заметных среди них был «Меченая женщина». Персонаж Хамфри Богарта Дэвид Грэм во многом основан на биографии и личности Дьюи.
Студия Warner Bros купила права на историю о Лучано у журнала «Либерти», но при создании фильма была вынуждена внести в неё некоторые изменения, в частности, по цензурным соображениям изменить профессию женщин с проституток на «хозяек ночного клуба».

## Награды
В 1937 году за игру в этом фильме Бетт Дейвис была удостоена Кубка Вольпи как лучшая актриса Венецианского кинофестиваля. Режиссёр Ллойд Бейкон был номинирован там же на Кубок Муссолини.

## Прочая информация
Фильм стал крупным успехом компании «Уорнер Бразерс» и одной из наиболее важных ранних картин Бетт Дейвис. Незадолго до того Дейвис подала иск против компании «Уорнер», протестуя против низкого качества сценариев, с которыми она вынуждена работать. Хотя она проиграла дело, оно получило широкое освещение в прессе, а «Меченая женщина» стала первым сценарием, с которым она работала после возвращения в Голливуд. Сообщалось, что на этот раз она была очень довольна сценарием и тем его драматическим потенциалом, который поможет ей раскрыться как актрисе. Джек Уорнер был не менее рад большой общественной реакции в пользу Дейвис, что, как он справедливо предполагал, значительно повысило интерес к фильмам с её участием и, соответственно, их прибыльность.

## Приём
В 1937 году Грэм Грин, который в то время писал для Night and Day, дал фильму хорошую рецензию. Грин похвалил игру Чианнелли, который смог «передать не только коррупцию, но и печаль коррупции», однако он выразил разочарование игрой Дейвиса.
На сайте-агрегаторе рецензий Rotten Tomatoes у фильма 100 % положительных отзывов, основанных на 5 рецензий и имеет средний рейтинг 6,5 из 10.